# Journalisme gonzo
Pour les articles homonymes, voir Gonzo.
 (septembre 2015).
Si vous disposez d'ouvrages ou d'articles de référence ou si vous connaissez des sites web de qualité traitant du thème abordé ici, merci de compléter l'article en donnant les références utiles à sa vérifiabilité et en les liant à la section « Notes et références ».

Le célèbre poing à double pouces tenant un cactus peyotl réalisé par l'artiste Tom Benton est le symbole du Gonzo.

Le journalisme gonzo, ou journalisme ultra-subjectif, est à la fois une méthode d'enquête et un style d'écriture journalistiques ne prétendant pas à l'objectivité, le journaliste étant un des protagonistes de son reportage et écrivant celui-ci à la première personne.
Le terme « gonzo » aurait été employé pour la première fois en 1970 pour qualifier un article de Hunter S. Thompson, qui popularisa ce style par la suite (pour écrire Hell's Angels: The Strange and Terrible Saga of the Outlaw Motorcycle Gangs, il s'intégra à un groupe de Hells Angels, devint motard et adopta leur mode de vie pendant plusieurs mois).

## Naissance du journalisme gonzo
Si le terme a été popularisé pour qualifier l'œuvre de Hunter S. Thompson, c'est la journaliste Nellie Bly qui a été la première à le pratiquer,. Son récit le plus connu, 10 jours dans un asile (traduction française aux Éditions du Sous-Sol, 2015) raconte son immersion dans un asile psychiatrique en 1887. « Ce reportage undercover met en lumière les conditions épouvantables d’internement des patientes ainsi que les méthodes criminelles du personnel », est-il écrit sur la quatrième de couverture de la traduction française du livre. Elle a réalisé ce reportage pour le New York World du célèbre Joseph Pulitzer.

## Principes du journalisme gonzo
En immersion dans son sujet, le parti pris par le journaliste « gonzoïde » est de s'exprimer à la première personne, et non de façon neutre et objective, comme l'exige en principe la déontologie journalistique. Il informe ainsi son lecteur de la nature et l'intensité des facteurs « déformant » son point de vue. En faisant appel à son sens critique, le lecteur peut ensuite recomposer une image plus vraisemblable de la réalité s'il le souhaite. Décrire les ondulations d'un miroir aide à retrouver la forme réelle du reflet anamorphosé qu'il projette.
L'auteur assume la subjectivité de son propos, dont l'angle se rapproche du récit autobiographique. Bien que restant du journalisme, le procédé gonzo est ainsi avant tout une expérience littéraire proche de la nouvelle, texte de fiction court mettant en scène une tranche de vie, genre dans lequel excellèrent des écrivains tels Guy de Maupassant ou Théophile Gautier, qui publiaient leurs textes dans les journaux. Paru dans La Presse le 10 juillet 1843, un extrait du feuilleton de Théophile Gautier, Le Haschisch, raconte ainsi une expérience vécue par l'auteur.
De façon analogue, le journalisme gonzo peut faire la part belle à l'anecdote, incorporant lui aussi des scènes de prise de drogues ou de beuverie (qui renvoient au sens originel du mot « gonzo » et à l'ultra-subjectivité). À bien des égards, le style gonzo plonge ses racines dans le nouveau journalisme, école littéraire dont il est une tendance radicale. P. J. O'Rourke et Tim Jones peuvent aussi être considérés comme rédacteurs gonzo, au même titre que le critique de rock américain Lester Bangs ou l'Anglais Nick Kent.
En France, une tendance analogue, tirant elle aussi vers une forme de littérature au style vivant, a été utilisée dès les années 1960. Elle sera appelée le nouveau journalisme dans les années 1970 à la suite de la publication d'une anthologie d'articles du genre sélectionnée par Tom Wolfe incluant Truman Capote, Hunter S. Thompson, Norman Mailer et le journaliste spécialisé dans le rock Robert Christgau.
Plusieurs journalistes spécialisés dans le rock utilisent ce mode d'expression souvent associé à la culture rock. Citons les écrivains et journalistes et écrivains Yves Adrien, Laurent Chalumeau, Philippe Manœuvre, Alain Dister et Philippe Garnier dans le mensuel Rock & Folk et Sacha Reins, Michel Embareck, Philippe Lacoche, Patrick Eudeline et Bruno Blum dans le mensuel Best. L'anthologie d'articles Rock Critics contient nombre d'exemples de ce style. Un certain nombre de ces journalistes, dont Eudeline, Blum, Chalumeau, Garnier, Dister, Manœuvre, Embareck et Lacoche, ont évolué vers une activité d'écrivain, Blum produisant même une bande dessinée "roman (autobio) graphique", Rock and roll comics mêlant dessins, photos et textes. Alain Pacadis, par ses chroniques dans Libération notamment, peut aussi être considéré comme journaliste gonzo.

## Hunter S. Thompson et le journalisme gonzo
Hunter S. Thompson, écrivain mais aussi journaliste, s’est beaucoup inspiré du célèbre romancier américain William Faulkner, et notamment de sa vision de la fiction qui apparaît pour lui plus réelle que le réel même dans la mesure où elle retranscrit mieux le vaste sujet qu'est l'existence de l'homme : « Fiction is often the best fact ». Bien que les choses narrées dans ses écrits journalistiques soient pour la plupart du temps véridiques, ce dernier n’hésite pas à rajouter des procédés satiriques – parfois pour décrire des choses qui n’ont jamais été – pour amener le lecteur dans l’antre de sa conscience. Il a beaucoup écrit à propos des drogues qu’il prenait occasionnellement et de l’alcool, qui, selon lui, lui permettaient d’avoir un don supplémentaire pour l’élaboration qu’il revendique lui-même subjective de ses reportages. C’est en cela que le terme gonzo est également utilisé (parfois péjorativement) pour décrire un journalisme qui suit le tracé des veines du style de Thompson, caractérisé par la technique d’une écriture lucide et de premier jet d’un toxicomane.
Fear and Loathing in Las Vegas, paru en France sous le nom de Las Vegas Parano, suit la course du Mint 400 en 1971 dans la peau d’un personnage principal du nom de Raoul Duke, accompagné de son avocat, Dr Gonzo. Bien que ce roman soit considéré comme l’archétype même du journalisme gonzo, Thompson, qui, a souhaité faire de son œuvre le chef-d’œuvre considérable d’une fiction – seulement en partie vécue – n’en voit qu’un échec, un échec auquel il fera subir cinq retouches avant sa première publication, le 11 novembre 1972. Thompson tenait à être lui-même impliqué dans ses reportages, souvent d’une manière suscitant conflit et farce, décrivant autant les actions d’autrui – objet de son travail journalistique – que les siennes, l’exemple le plus marquant restant son reportage sur les Hell’s Angel dont il partagera le mode de vie pendant près d’un an. Manquant notoirement de ponctualité, il contraria de nombreux rédacteurs en chef à de multiples reprises en faxant ses articles au-delà de la date convenue : « Too late to be edited, yet still in time for the printer ». Thompson avait pour souhait que son travail soit lu comme il l’avait écrit, c’est-à-dire dans sa véritable forme gonzo. L’historien Douglas Brinkley (en) a dit du journalisme gonzo qu’il n’exige pratiquement aucune retouche et qu’il est fréquemment utilisé pour retranscrire mot à mot des entretiens et conversations téléphoniques.
« Je n’obtiens aucune satisfaction journalistique, excepté celle de la vieille tradition. J’ai simplement recouvert l’histoire. Je lui ai simplement donné une vue équilibrée », a dit Thompson lors d’une interview pour la publication en ligne de The Atlantic. « L’objectivité du journalisme est l’une des nombreuses raisons pour lesquelles on permet aux politiciens américains d'être aussi corrompus depuis fort longtemps. On ne peut pas être objectif en parlant de Richard Nixon ».

## Citation
- Hunter S. Thompson : « Le reportage gonzo allie la plume d'un maître-reporter, le talent d'un photographe de renom et les couilles en bronze d'un acteur. »

### Filmographie
- 1980 : Where the Buffalo Roam, film d'Art Linson avec Bill Murray, Peter Boyle, Bruno Kirby, René Auberjonois
- 1998 : Las Vegas Parano, film de Terry Gilliam
- 2011 : Rhum express, film de Bruce Robinson